# Iglesia de Santa María de Tahull
La iglesia de Santa María es un templo románico de la localidad de Tahull, situada en el Valle de Bohí, provincia de Lérida, Cataluña, España.
Pertenece al grupo de Iglesias románicas catalanas del Valle de Bohí, declarado Patrimonio de la Humanidad por la Unesco.
Se encuentra en el centro del casco viejo de Taüll. A unos cientos de metros al sureste, justo a la entrada del pueblo, se halla la iglesia de San Clemente. Ambas fueron erigidas al mismo tiempo y consagradas en 1123. Durante el siglo XVIII, Santa María fue la única parroquia de Taüll, mientras que San Clemente ejercía de capilla del cementerio moderno, pero en los siglos anteriores ambas iglesias habían compartido parroquialidad.

## Historia
Desde finales del siglo X hasta la Constitución de 1137, se consolidó el Condado de Barcelona, destacando las figuras de Ramón Borrell, Ramón Berenguer I, el Viejo y Ramón Berenguer III, quienes demostraron un gran poder militar y un gran expansionismo, llegando hasta las cercanías de Tarragona. Además, establecieron ciertas alianzas con territorios italianos y demostraron una gran relación con el emperador germánico (lo cual es probablemente que propiciara la inminente entrada y aceptación del nuevo estilo Románico en el territorio), También entraron en varias disputas con la Francia meridional. Se implantó el sistema feudal en la Cataluña del momento, reglamentado en los Usatges de Barcelona, de la mano de Ramón Berenguer I nuevamente. Esto construyó una sociedad fundamentada sobre la violencia, institucionalizada y con la bendición de la iglesia. La sociedad piramidal que se estableció, con una gran base de vasallos, pobres, respecto a la minoría elitista, hacía necesaria la existencia de un órgano institucionalizado que asegurara que éstos tuvieran una razón para vivir, para mantenerse en su posición y no querer escalar socialmente, y que asegurara la protección entre posibles insurrecciones, la religión. Los siervos de Dios (obispos, abades, etc.) atestiguaban la existencia del mismo y no diferían demasiado de las clases dominantes. Es por ello que la pintura pertenecía a estas clases dominantes y al clero, ya que además el patrimonio de las iglesias era proveído por los dominantes, con el objetivo de asegurar su Salvación. Esto mismo es muy relevante, ya que tenemos que ponernos en posición de los fieles del momento, quienes se veían vigilados y acechados tanto por el diablo como por Dios, apostillando nuevamente esa voluntad de las élites de mantener a los fieles bajo unas leyes estrictas en las que mantuvieran su posición social trabajadora sin rechistar. La incultura de estos fieles también contribuía a que esta pirámide se mantuviera estable, y a que las imágenes que vieran en los edificios religiosos dejaran huella en su manera de pensar y comportarse.  
Destacó también el momento de riqueza cultural con figuras como Gotmar, Miró Bonfill o el abad Oliva, así como su acción en la Escuela de Ripoll. En el primer cuarto del siglo XI penetraron en Cataluña dos variantes del llamado “primer románico”: la lombarda, y otra con influencias francesas, y árabes en lo decorativo. Se piensa que esto ocurrió por varios factores, sobre todo por la necesidad de consolidar la frontera occidental tras la campaña del 985 de Al-Mansur y por el desarrollo económico implicado en la repoblación que se estaba llevando a cabo en los territorios peninsulares. La corriente lombarda alcanzó una mayor difusión. En el siglo XII se desarrolló y regionalizó, mezclándose con las particularidades de la zona. Es precisamente en estos primeros años del primer milenio que Cataluña rompía con el arte de años pasados, para centrarse en lo que hoy conocemos como Primer Románico (pese a que el término sea ciertamente deficiente para referirse al arte del momento), con lo que no sólo se colocaban como los punteros en el arte mundial, sino que también diferían en gran medida del resto de manifestaciones artísticas de la Península, más centradas en los resquicios del arte visigodo y asturiano. Este nuevo estilo bebía claramente de las tradiciones carolingias y lombardas, lo cual responde a la instauración del rito galo-romano, y de la voluntad del abad Oliva de adaptarse a Roma. Esto mismo también marca una diferencia con el resto de reinos peninsulares, donde los ritos hispánico y mozárabe pervivían. Con posterioridad, la relación del Abad con el reino de Aragón y el contacto con los catalanes hizo que esta nueva corriente artística se fuera expandiendo por el territorio hispánico. 
Es importante tener en cuenta también, que en el periodo Románico, la iglesia no era un mero lugar de reunión de los fieles, sino que era el Templo de Dios en la Tierra, por lo que su estructura estaba sujeta a un cierto simbolismo encaminado a mostrar ciertas leyes que se quería que los fieles cristianos siguieran. La iglesia es comparable con un organismo humano. Además, el ábside era el receptáculo y guía de todas las oraciones de los hombres medievales, y debía pensar siempre antes de entrar en la deuda que tenía con su Creador. Para las clases religiosas la iglesia era el lugar idóneo para reflejar las consecuencias que tenía dejarse llevar por los placeres terrenales.
En resumen, la sesgada y aborregada población catalana del momento, debido a la feudalización de su sociedad, se mantuvo en esta situación debido al simbolismo mostrado en las iglesias y catedrales, que imponían en ellos la manera de actuar y comportarse, lo que se acercaba y se alejaba del bien. Si éstos decidían negarse serían castigados con mano dura. Y en lo referente a lo artístico, Cataluña se convirtió en un territorio puntero, aceptando y difundiendo un estilo procedente de la zona lombarda y carolingia, el Románico.

Iglesia
La primitiva iglesia de Santa María de Tahull se debió a la promoción señorial probablemente de los Erill. De ella solo resta la parte inferior de la torre, pues se integró en la nueva iglesia del siglo XII. La actual se debe a una nueva fase edilicia iniciada en la segunda década del s. XII. La iglesia contribuyó a construir el núcleo de la población de Tahull. La participación de los señores del lugar en las luchas por el feudo o contra la Taifa de Zaragoza probablemente condicionaron la morfología de las iglesias del valle, mermando el número de ingresos a la localidad. 
La planta de la iglesia es basilical, con tres naves y tres ábsides, siendo los laterales más pequeños. El exterior muestra una iglesia románica con decoración lombarda en sus ábsides. La torre se alza incluida en el edificio, a los pies y en la nave norte. Es de destacar la inclinación divergente que presentan una y otra. En la iglesia de Santa María de Tahull se produce una interesante interrelación entre pintura y arquitectura. El exterior es sobrio y queda animado mediante la colocación del sillarejo y la adición de las lesenas de tipo lombardo en la cabecera de tres ábsides, así como estrechas ventanas con un ligero abocinamiento. Las fachadas oeste, norte y sur no tienen ningún tipo de ornamentación.
Como podemos comprobar, las formas adoptadas en las iglesias románicas del valle del Boí, y en el caso que nos ocupa Santa María de Tahull, es una continuación del primer románico donde la impronta lombarda es notable. En este caso, se percibe una cierta regresión primitivista, pues se emplean tipos arquitectónicos y formas que ya se habían superado, como son las cubiertas de madera sustentadas por pilares circulares. Las formas tomadas de la tradición lombarda no se deben a la existencia de obreros lombardos en la zona, sino a la difusión del estilo en el arco mediterráneo. No obstante, estas formas realmente no son primitivas, sino que responden a una traducción de modelos basilicales de tradición paleocristiana que se recuperaban como tales en la ciudad de Roma en estos momentos debido a la reforma gregoriana 
El interior de la iglesia constituye un verdadero pasillo que conduce la atención del feligrés medieval hacia la cabecera. La experiencia dada por la comunión entre la arquitectura y las pinturas era similar a la de un camino de dos etapas. Las naves son la imagen de lo terrenal, mientras que el punto final de estas, las cabeceras semicirculares, son reflejo de lo divino al emplear formas alusivas al principio y al fin y aunar la atención de todos los fieles. Por eso los ábsides concentran las visiones apocalípticas junto a la corte celestial y a los testigos de su gloria, son figuradas y verdaderas cabezas eclesiales. 
Campanario
La torre del campanario no está exenta, como la de San Clemente, pero sigue exactamente el mismo modelo, por lo que su descripción es prácticamente la misma. Es alta y esbelta, como todas las torres lombardas levantadas en el valle de Bohí. Corresponde al grupo de torres contemporáneas de las italianas edificadas en el siglo XII, que se construyeron mucho más elegantes que las de la etapa anterior. Consta de cinco pisos asentados sobre un zócalo macizo bastante alto. En las cuatro caras de cada piso se repite la misma decoración y el mismo número de ventanas. En el zócalo hay una sola ventana más cinco arcos ciegos. En los otros pisos varía el número de ventanas, separadas por columnas, los capiteles de las cuales están dispuestos perpendicularmente al muro de la torre. Los tres últimos pisos llevan, a manera de imposta, una decoración como la de los ábsides. La decoración que presenta la torre en sus pisos superiores fue modelo para iglesias posteriores como las de Santa Eulàlia de Erill la Vall y de la Natividad de Durro.
Su altura responde al deseo de señalizar las distintas villas y servían como puntos de control del territorio por parte de los señores.
Pinturas murales
La revalorización de la pintura catalana comenzó con la generación de la Renaixença, movimiento de amplio alcance, esencialmente cultural y literario, pero también de concienciación política, que surge hacia 1830 y que tiene como componente básico el redescubrimiento de la cultura y la sociedad catalana como un hecho diferencial importante que hay que potenciar de varias maneras. No obstante, el momento en que se decidió su suerte fue el verano de 1919, cuando la Junta de Museos de Barcelona emprendió una gran campaña de salvamento, con la compra, arrancamiento y traslado al museo de Barcelona de las pinturas murales románicas de San Quirico de Pedret, San Clemente y Santa María de Taüll, San Juan de Boí, Santa María de Àneu, San Miguel de Engolasters, San Miguel de la Seu d'Urgell, Santa María de Ginestarre, Santo Pablo de Esterri de Cardós y Santa Eulalia de Estaon. Esta colección con ejemplares de notable calidad es única en su género. 
	Todo había comenzado cuando la Junta de Museos de Barcelona, a través del pintor Joan Vallhonrat, enviado a Santa María de Mur por propuesta de Josep Puig i Caldafalch, descubrió que había unos restauradores italianos, Franco Steffanoni y sus ayudantes, Arturo Dalmati y Arturo Cividini, estaban arrancando las pinturas. Estaban contratados por Ignasi Pollak, aunque el destinatario final de los frescos era Lluís Pladiura, industrial, coleccionista y comerciante de antigüedades. El hecho de no poder impedir esta venta con ninguna ley, animó a la Junta de Museos a impulsar una campaña para la protección y salvación de las otras pinturas murales. Esta campaña consistía en adquirir las pinturas y arrancarlas con los mismos restauradores italianos, que dominaban la técnica, y trasladarlas al museo de Barcelona. La persona que ideó la operación y que estuvo a la cabeza (1919 - 1923) fue el conservador de arte medieval y moderno y director del museo, Joaquim Folch i Torres, junto con el apoyo de la Junta de Museos y el mismo Puig i Cadafalch, su maestro. Folch i Torres envió a Emili Gandia para controlar el trabajo de los restauradores italianos, supervisando los arrancamientos de Boí y de Santa María de Taüll. Las pinturas se trasladaron a una serie de salas en el Museo de la Ciutadella, que se abrieron al público en 1924. Diez años después, en 1934, se trasladaron al emplazamiento actual, el Palau Nacional, convertido en la sede del Museo de Arte de Cataluña. Al cabo de poco tiempo, las dos exposiciones hechas en París el año de la Exposición Internacional (1937), “L’Art Catalan du X au XV siècle” y “L’Art Catalan à Paris”, fueron la catapulta internacional definitiva de la pintura románica catalana. 
	Las pinturas murales románicas de la iglesia de Santa María de Taüll se encuentran expuestas íntegramente en el Museo Nacional de Arte de Cataluña en Barcelona, y en Taüll se ha realizado una réplica que tan solo abarca la cuenca absidial y el muro semicircular del mismo ábside. 
ÁBSIDE CENTRAL Y LAS ABSIDIOLAS
	El ábside, como imagen del espacio divino, es el núcleo de densificación de todas las líneas de fuerza de la iglesia, tanto estructurales como simbólicas, ya que es el centro de atracción donde convergen las miradas de los fieles y en el que el ministro de Dios vuelve a vivir la pasión de Cristo. Así pues, esta cabeza eclesial constituye el foco generador de la dinámica pictórica. 
	En las iglesias dedicadas a María, la visión absidial de Cristo apocalíptico es sustituida por la de la Virgen como trono del Salvador y mediadora entre los hombres y Dios (Maiestas Mariae). La representación, de tradición bizantina, posee su fuente bíblica más próxima en un pasaje del Pseudo Mateo: “Después de transcurridos dos años vinieron a Jerusalén unos Magos (...) la estrella iba delante sirviéndoles de guía (...) entraron en la casa y encontraron al Niño en el regazo de su madre”. Así pues, no es de extrañar que la cuenca absidial de Santa María de Taüll esté dominada por la escena de la Epifanía. Aquí, la figuración de la Maiestas Mariae adquiere una significación distinta, pues no se constata la venida del Mesías, sino que lo que se profetiza es la ofrenda, el  sacrificio de Cristo en la cruz. Es por ello que las figuras de los reyes magos adquieren una dimensión considerable y ya no adoran al niño, sino que es la ofrenda lo que portan en sus manos veladas lo importante, ofrenda que será refrentada por la de Abel ante el Agnus Dei del arco triunfal. 
María, sentada en un trono decorado con gemas y rodeada de una mandorla perfilada con círculos concéntricos, sostiene al niño Jesús en su regazo. La Virgen viste una ancha túnica azul, además de un velo corto que cae sobre sus espaldas bajo un nimbo amarillo. El niño, que también lleva ricos vestidos y nimbo crucífero, tiene un rótulo en la mano izquierda, la Nueva Ley, y levanta la otra en señal de bendición. Los reyes magos están de pie, en actitud de acercarse para la presentación de las ofrendas al niño, disponiéndose de la siguiente manera: a la izquierda Melchor y a la derecha Gaspar y Baltasar. Los personajes aparecen figurados según la tradición literaria como representantes de las tres edades de la vida del hombre, por lo que uno de ellos aparece imberbe, el otro parece una persona madura y el último en forma de anciano. Estos personajes están acompañados por tituli, que además de ayudar a la identificación de los personajes, dan veracidad a la imagen. En la parte superior se sitúan dos estrellas, símbolos de la mediación de María con el universo y que, por su distinto tratamiento (luminosa la coincidente al mismo lado que la mano derecha de Cristo), señalan el paso de la Antigua a la Nueva ley. 
	Una greca bien trazada separa el semicilindro absidal del resto de la bóveda, que queda dividida en tres registros horizontales. En el superior, a cada lado de la ventana que ocupa el eje se han dispuesto una serie de Apóstoles bajo las arcadas. En la parte izquierda se sitúa Andrés con el símbolo de su martirio, la cruz, y Pedro, que sostiene las Llaves del Reino. A la derecha está Pablo, que logramos identificar por su calvicie, y a Juan Evangelista, representado imberbe y con el libro entre las manos. En los extremos existen otras dos figuras apostólicas más difíciles de identificar. Todos los personajes llevan túnica, tienen nimbo y van descalzos, signos de santidad, además de sostener sus símbolos con la mano recubierta por el manto. 	 		
	A este registro le sigue con una amplia faja que acoge medallones circulares que inscriben animales reales y fantásticos: un águila con las alas extendidas, un ave pasante, un felino y una animal con el cuerpo de felino y cola de pez. Rara vez aparece el animal como protagonista de una composición en el románico catalán. Suele actuar como un elemento decorativo, como en este caso. 								
El último registro, parcialmente conservado, recuerda a cortinajes formados por semicírculos que incluyen palmitas. El extradós del fondo del ábside también contiene decoración geométrica y floral. 
	El primer arco preabsidial está presidido por la figura del Agnus Dei con nimbo crucífero y sujetando la cruz con sus patas delanteras, inscrito en un círculo que recibe las ofrendas de Caín y Abel, aunque en la actualidad solo se conserva en buen estado esta última, bendecido por la Dextera Domini, que surge de entre las nubes. En la parte baja del arco continuaba la serie de los Apóstoles, la decoración de los clípeos con animales y la cortina figurada, aunque tan solo quedan restos de pigmentos. 				 	 
Por otro lado, el arco absidal mayor podría haber contenido al Maiestas Domini también en una mandorla, de la cual apenas quedan restos de los ángeles que la sostenían. En correspondencia con la cuenca absidal se disponían los símbolos de los evangelistas acompañados de arcángeles, querubines y serafines. A la derecha aparecen los símbolos de Lucas y Juan con un serafín y el Arcángel Gabriel, identificado con su nombre y vestido ricamente con el loros, la ropa ceremonial de los altos dignatarios bizantinos. Es curiosa la representación antropomórfica de los símbolos de los evangelistas. A la izquierda debían figurar Marcos, un querubín, Mateo y Miguel. Bajo estas figuras continua el apostolado, los medallones de animales (un ciervo pasante) y también el registro formado por cortinajes, donde se pueden apreciar otros clípeos muy desdibujados con animales. 			
De la decoración de las absidiolas nos han llegado pocos restos. En la correspondiente al lado del Evangelio resta la decoración de una ventana y un fragmento de la cuenca. De la cara frontal del muro que separa el ábside central del de la Epístola se puede observar un fragmento de un capitel coronado por una figura de la que solo se conserva un pie y parte del manto, y los pliegues de la parte baja de la túnica de otro personaje, el cual debía cumplir la función de atlante del capitel mencionado. Del arco que daba paso a la absidiola meridional queda el paramento exterior, que sigue la inclinación de la cubierta y en el que dos pavos beben de la fuente de la gracia. El intradós del arco está centrado por la Dextera Domini, encerrada en un círculo sustentado por dos ángeles y flanqueada, en ambos lados, por profetas. 
	El cromatismo de toda la decoración está solucionado mediante gamas de tierras ocres y azules. El grupo central de la Virgen con Jesús muestra el concepto románico de la contraposición cromática. Contra el manto azul de María se recorta la figura del Niño, cuyo color dominante es el mismo que el de la túnica de su madre. El maestro emplea un procedimiento muy común en el románico en el que emplea el mismo tono pero con diferente densidad en el manto y en la túnica. De esta forma consigue la armoniosidad cromática. La pintura del románico catalán era una pintura de colores planos, que herían cromáticamente los ojos del hombre medieval para captar su atención. Además, los tonos radiantes de color no eran sólo producto de unas concepciones estéticas, sino de unas necesidades visuales. El color de la pintura románica está, sin duda alguna, siempre al servicio de la concepción general de la obra, respondiendo a la voluntad de crear una armonía cromática.
	Las pinturas del ábside se han atribuido a un maestro único y muy singular al que se le dio el nombre de “Maestro de Maderuelo”, por sus relaciones estilísticas con esta iglesia castellana, y más tarde el de “Maestro de Santa María”. Algunos lo creen originario de Italia, como el maestro de Sant Climent, pero los trazos propiamente hispánicos señalan a un posible pintor nativo. Los que defienden la formación del pintor en tierras catalanas también habrían de explicar de donde ha extraído las magníficas imágenes de los evangelistas antropomórficos que le dan gran calidad pictórica, muy diferente a la del ábside de Sant Climent, y cercana a Maderuelo. 
NAVES Y MUROS PERIMETRALES
	Las naves y los muros perimetrales de Santa María de Taüll fueron decorados por un artista diferente al de la decoración absidial. Los murales que recorren el lado meridional, desde la cabecera hasta el campanario, se dividen en tres registros. En el superior se escenifican cuatro episodios. De izquierda a derecha: dos personajes; el de la derecha, totalmente de frente y calzado, parece sostener una llave con su mano izquierda y ser bendecido por el otro, que está descalzo (símbolo de la divinidad); en el compartimiento siguiente se adivina la parte inferior de una composición en la que una barca gobernada por un ángel y con otro personaje en su interior, surca el mar; en el tercer recuadro, un hombre descalzo parece dominar o luchar con un cuadrúpedo con patas de cordero; en el siguiente, una figura calzada corta su capa y la entrega a otro descalzo que gira la cabeza hacia los ángeles con escudo y lanza que se disponen en el último compartimento. Las tres primeras escenas son un tanto problemáticas y se han querido ver en ellas episodios de la leyenda de san Clemente. La cuarta sección puede tener que ver con el episodio de san Martín compartiendo su capa con un pobre. 
	En el registro central, de izquierda a derecha, Herodes, los tres Magos, la Virgen con el Niño, la imposición del nombre de Juan (Zacarías y un acólito) y, separada por una puerta en cuyas enjutas se dibujaban una especie de serpientes y en cuyo interior aparece una cruz flanqueada por peces con clara alegoría eucarística, la visión de Zacarías ante el altar de los perfumes. En el registro inferior, figuraciones de cortinajes.
	Por otro lado, el tramo del muro meridional que comprende del campanario hasta los pies encontramos restos de la representación del infierno y otros fragmentos.  En la pintura del infierno observamos personajes desnudos que son víctimas de demonios antropomórficos y grotescos, con una especie de boca en el vientre y extremidades que se convierten en serpientes. Destaca un gran diablo central, que con tentáculos atrapa las almas condenadas. Por su dramatismo, la escena se diferencia claramente del otro infierno representado en el muro occidental. En la franja inferior se conserva una cabeza de un anciano. 	 	 
La ornamentación de toda esta zona repite lo que ya se ha visto en otras partes de la iglesia: arquitectura figurada muy mal dibujada en general, cenefas de saparación de las escenas diseñadas de manera muy sencilla y fondos de bandas de cintas planas donde se alternan los colores rojos, amarillos y negro. Este repertorio cromático se encuentra considerablemente lejos del que podemos ver en Sant Climent de Taüll. 		
El último friso se compone de una serie de cortinajes, probablemente una imitación de los de los ábsides pero sin la misma calidad de ejecución. 
El conjunto de las pinturas de la nave meridional ha sido atribuido al Maestro del Juicio Final, que también realizó los frescos de la pared horizontal. La coincidencia final de todos ellos, al menos en los aspectos generales, parece confirmarlo. Hay, en efecto, una misma confección de la figura humana, sobre todo en el dibujo de las caras. El color es prácticamente el mismo. No obstante, se podría ver una mano distinta en el infierno pintado en el último tramo de la pared. Aquí, las figuras son diferentes, más grotescas, con una fuerte definición del dibujo en negro y un color más brillante en el fondo.
Al mismo pintor se le atribuyen los murales que ornan la fachada interior de poniente. En el cierre de la nave sur se desarrollan dos escenas de la lucha de David y Goliath. Sobre un fondo de colores planos se recorta la figura de David, vestido únicamente con túnica corta y casco, que sostiene a Goliath por los cabellos mientras lo degüella. El gigante ha sido concebido con el cuerpo inclinado y grandes extremidades totalmente desproporcionadas con el resto de la figura. El sentido narrativo de la escena y el uso de los colores lo acerca mucho al infierno, que se encuentra en la pared con la que hace ángulo.
En la parte superior se representa una escena simbólica complementaria: un lobo al acecho de una gacela. En la zona inferior había dos ángeles. Una cenefa de motivos en zig-zag de colores rojos, amarillos, azules y verdes separa las dos escenas. 		
En el muro que cierra la nave central, entre columnas, se desarrolla la escena del Juicio Final. Su importancia iconográfica es indiscutible, ya que es la única muestra existente en Cataluña de un tema que solía formar parte del programa completo de las iglesias románicas. 					
Sobre un fondo de franjas de color que recuerdan las de los folios de la miniatura hispana del siglo X, se colocan las figuras en dos registros. En el superior, aparecen seis personajes, algunos alados, que llevan libros en las manos. Uno de ellos sostiene una gran cruz sobre su espalda. Los programas más complejos incluyen otras figuras con diversos instrumentos simbólicos de la Pasión, fórmula que se popularizó en la época gótica pero que tiene el origen en los sarcófagos paleocristianos denominados precisamente “de la Pasión”. La figura central de Cristo Juez se debía encontrar en la zona desaparecida del fresco.
En el registro inferior se colocaron dos escenas. En la izquierda San Miguel, acompañado de otra figura con un libro abierto, sostiene una balanza en presencia de un personaje desnudo que simboliza el alma del difunto. Se trata del Pesado de las acciones morales antes del veredicto final. A la derecha se figura, con indudable economía de medios, un pequeño infierno donde cuatro almas desnudas sufren el tormento del fuego.
Inmediatamente, por debajo del Juicio, ocupando el tímpano interior, aparece una figura masculina que sostiene dos copas en las manos. Podría ser la figura de Juan, autor del Apocalipsis, o podría ser una imagen eucarística, en un simbolismo de las acciones buenas y malvadas representada por las copas. 			
Tanto las pinturas de la nave como las del muro de poniente son posteriores a la fecha de consagración de 1123. Parece confirmarlo el descubrimiento de una cruz de consagración bajo la escena de Herodes. De todas maneras, no es posible concretar cuanto tiempo permaneció abierto el taller de Taüll, ni establecer una secuencia entre sus últimas intervenciones. Es posible que hacia mediados del siglo XII las pinturas quedasen terminadas y que el talle se diseminase por la zona, ya que sus trazos estilísticos aparecen en diversas iglesias (Surp, Sorpe, Baltraga), no demasiado alejadas geográficamente. 
BIBLIOGRAFÍA
GONZÁLEZ CASTIÑEIRAS, M. A.. El románico catalán en el contexto hispánico de la Edad Media: Aportaciones, encuentros y divergencias. En El esplendor del Románico. Fundación MAPFRE, 2011. 
GUARDIA PONS, M. (2019). Entre la nieve y la piedra. El paisaje románico del valle de Boí. Desperta Ferro. Arqueología e Historia, (26), 48-54. 
SUREDA, J. (1981). La pintura románica en Cataluña. Alianza.
TOSCA, X. “Santa María de Taüll”. En Revista Atticus, num. 17, pp. 39 -  47
- Junyent, Eduard (1996). Rutas románicas en Cataluña / 2. Madrid: Ediciones Encuentro. pp. 101-121. ISBN 84-7490-403-X.